# Macedonia di Vardar

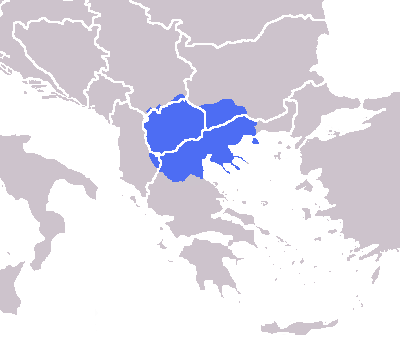
Confini della moderna regione geografica della Macedonia, divisi dai confini nazionali dei paesi vicini (il Kosovo è raffigurato come parte della Serbia). A nord-ovest: Macedonia di Vardar, che comprende la Macedonia del Nord; I comuni di Trgovište e Preševo in Serbia e il comune di Elez Han in Kosovo. A nord-est: Macedonia di Pirin, parte della Bulgaria sudoccidentale. A sud: Macedonia (Grecia), parte della Grecia settentrionale.

La Macedonia di Vardar (in macedone e in serbo Вардарска Македонија?, Vardarska Makedonija) era il nome dato al territorio del Regno di Serbia (1912-1918) e del Regno di Jugoslavia (1918-1941) che corrisponde grosso modo all'odierna Macedonia del Nord. Copre la parte nord-occidentale della regione geografica della Macedonia, i cui confini moderni furono definiti dalla metà del XIX secolo.

## Storia
La Macedonia di Vardar si riferisce solitamente alla parte centrale della regione della Macedonia attribuita al Regno di Serbia dal Trattato di Bucarest (1913) dopo le guerre balcaniche. Il territorio prende il nome dal Vardar, il fiume principale che attraversa la regione da nord-ovest a sud-est, per distinguerlo sia dalla Macedonia greca che dalla regione intorno al monte Pirin in Bulgaria.
La regione era inizialmente conosciuta come Macedonia serba sebbene l'uso del nome Macedonia sia stato proibito in seguito nel Regno di Jugoslavia, a causa della politica attuata di serbizzazione degli slavi locali. Dal 1919 al 1922, l'area (comprendente parti dell'odierno Kosovo e della Serbia orientale) faceva parte della Serbia meridionale (in serbo Jужна Србија?, Južna Srbija ), Nel 1929, il Regno di Jugoslavia fu diviso in province chiamate banovina. La Macedonia di Vardar come parte della Serbia meridionale divenne poi parte della Banovina del Vardar.
Durante la prima guerra mondiale fu occupata dalla Bulgaria come parte dell'area di ispezione militare della Macedonia. Dopo la guerra gli attuali comuni di Strumica e Novo Selo furono staccati dalla Bulgaria e ceduti alla Jugoslavia. Durante la seconda guerra mondiale, la Bulgaria istituì due distretti amministrativi nella regione: Bitola e Skopje. Nel 1946, la maggior parte della Macedonia di Vardar, in qualità di uno dei sei paesi costituenti della Repubblica Socialista Federale di Jugoslavia, divenne Repubblica Popolare di Macedonia (1946-1963) e poi Repubblica Socialista di Macedonia (1963-1991).
Dopo la dissoluzione della Jugoslavia, oltre alla Repubblica della Macedonia del Nord, la regione comprende anche i comuni di Trgovište e Preševo in Serbia, e il comune di Elez Han in Kosovo. A volte nella regione sono incluse le aree di Golo Brdo e Mala Prespa in Albania.